# Hainzel (Mondkrater)
Hainzel ist einer von drei überlappenden Mondkratern. Die Gruppe befindet sich im südwestlichen Sektor des Mondes, an der westlichen Seite des Lacus Timoris, der auch „See der Furcht“ genannt wird. An der südwestlichen Seite des Kraterrandes befindet sich der Mee-Krater, dessen Kraterrand einen von der Hainzel-Formation ausgehenden und in südliche Richtung verlaufenden Kamm bildet.
Hainzel ist der südliche der drei Krater, er wird überlappt von Hainzel 'C' im Nordosten und 'Hainzel 'A' im Norden. Der intakteste und jüngste der drei Krater ist Hainzel 'A'. Der Kraterrand zwischen Hainzel und Hainzel 'C' ist in einem sehr guten Zustand und bildet im Bereich des südöstlichen Kraterrandes ein Vorgebirge.
Die Hainzel-Krater wurden benannt nach dem Augsburger Patrizier Paul Hainzel. Hainzel hatte in der zweiten Hälfte des 16. Jahrhunderts den Astronomen Tycho Brahe beim Bau des ersten Präzisionsgroßinstruments der neueren Astronomiegeschichte, eines aus Holz gefertigten Quadranten unterstützt. Er gestattete Brahe, im Garten ihres Augsburger Anwesens den Quadranten, der einen Radius von 19 Fuß (etwa 5,5 Meter) hatte, zu errichten. Mit diesem Instrument konnte die Zenitdistanz und Position von Gestirnen genau vermessen werden. Die Genauigkeit des aus Messing gefertigten Viertelkreises betrug 10 Bogensekunden. Brahe hat mit dem Quadranten jedoch niemals selber Messungen durchgeführt. Zum Zeitpunkt der Fertigstellung hatte er Augsburg bereits seit längerem verlassen.
| Buchstabe | Position           | Durchmesser | Link |
| --------- | ------------------ | ----------- | ---- |
| A         | 40,32° S, 34,07° W | 56 km       |      |
| B         | 37,93° S, 33,52° W | 15 km       |      |
| C         | 41,18° S, 32,83° W | 38 km       |      |
| G         | 37,55° S, 33,06° W | 6 km        |      |
| H         | 36,96° S, 33,22° W | 11 km       |      |
| J         | 37,79° S, 37,91° W | 13 km       |      |
| K         | 37,54° S, 32,38° W | 14 km       |      |
| L         | 38,13° S, 35,07° W | 16 km       |      |
| N         | 42,58° S, 40,27° W | 24 km       |      |
| O         | 38,65° S, 38,68° W | 12 km       |      |
| R         | 38,74° S, 36,46° W | 18 km       |      |
| S         | 41,12° S, 37,71° W | 8 km        |      |
| T         | 40,2° S, 37,35° W  | 11 km       |      |
| V         | 41,27° S, 38,86° W | 21 km       |      |
| W         | 40,77° S, 38,72° W | 33 km       |      |
| X         | 36,66° S, 36,95° W | 6 km        |      |
| Y         | 41° S, 39,82° W    | 28 km       |      |
| Z         | 37,69° S, 35,49° W | 5 km        |      |